# Francisco Leopoldo Rodrigues Jardim
Francisco Leopoldo Rodrigues Jardim, mais conhecido como Rodrigues Jardim (São Paulo, 27 de agosto de 1847 — 3 de março de 1920) foi um político brasileiro. Foi governador de Goiás de 1895 a 1898, além de deputado federal e senador pelo mesmo estado.